# 우에하라 하나
우에하라 하나(일본어: 上原 花, 1985년 12월 24일~)는 일본의 성인 비디오 여배우이다.

## 인물
- 출신지： 도쿄도
- 신장 : 160cm
- 쓰리 사이즈: B120cm, W98cm, H120cm
- 혈액형: 형
- 취미 : DVD 감상

### 약력
- 2009년 1월 메이커 [[시네마 유닛 가스]]에서 '117K 폭유하나'로 데뷔
- [[시네마 유닛 가스]]의 전속 여배우로서 2011년 현재로 20개가 넘는 작품에 출연.

2012년 10월 5일 [[네마 유닛 가스]]의 홈페이지 상에서 은퇴가 보고됨.

## 작품

### 어덜트 비디오
2009년
2010년
2011년
2012년